# Cá mú chấm nâu
Cá mú chấm nâu (danh pháp hai phần: Cephalopholis argus) là một loài cá biển thuộc chi Cephalopholis trong họ Cá mú. Loài này được mô tả lần đầu tiên vào năm 1801.

## Từ nguyên
Không rõ nguyên gốc của từ định danh. Có lẽ, loài cá này được đặt theo tên của Argus Panoptes, người khổng lồ nhiều mắt trong thần thoại Hy Lạp, hàm ý đề cập đến các đốm nhỏ màu xanh óng trên cơ thể của chúng.

## Phạm vi phân bố và môi trường sống
Cá mú chấm nâu là loài có phân bố rộng rãi nhất trong số các loài cá mú. Từ Biển Đỏ, cá mú chấm nâu được phân bố rộng khắp khu vực Ấn Độ Dương - Thái Bình Dương, trải dài về phía đông đến Polynésie thuộc Pháp và quần đảo Pitcairn. Trước đó vào năm 1956, hơn 500 cá thể cá mú chấm nâu từ đảo Moorea được vận chuyển và thả ở quần đảo Hawaii.
Cá mú chấm nâu lần đầu được ghi nhận ở Địa Trung Hải, khi 10 cá thể được đánh bắt ở bờ đông Tunisia (gần quần đảo Kerkennah).
Ở Việt Nam, cá mú chấm nâu được ghi nhận tại cù lao Chàm và dọc theo bờ biển Quảng Nam; vịnh Nha Trang (Khánh Hòa); Ninh Thuận; Phú Yên và Bình Thuận; quần đảo An Thới (Kiên Giang); quần đảo Hoàng Sa và quần đảo Trường Sa.
Cá mú chấm nâu ưa sống trên các rạn san hô từ vũng thủy triều ra đến rạn viền bờ, độ sâu đến ít nhất là 40 m.

## Mô tả
Chiều dài cơ thể lớn nhất được ghi nhận ở cá mú chấm nâu là 60 cm. Cá có màu nâu sẫm, được phủ đầy những đốm xanh óng viền đen. Cá lớn hơn thường có các sọc nhạt màu ở phần thân sau cùng với một vùng trắng trên ngực. Rìa các vây lưng, vây hậu môn và vây đuôi có viền trắng; vùng gần rìa của vây ngực đôi khi có màu hạt dẻ. Chóp các gai vây lưng có màu vàng cam.
Cá mú chấm nâu có thể nhầm lẫn với Cephalopholis cyanostigma do có chung kiểu hình thân nâu/đỏ với đốm xanh. Nhìn chung, C. cyanostigma thường có thêm các đốm tròn màu trắng nhạt, vây ngực có màu đỏ cam ở vùng rìa.
Số gai ở vây lưng: 9; Số tia vây ở vây lưng: 15–17; Số gai ở vây hậu môn: 3; Số tia vây ở vây hậu môn: 9; Số tia vây ở vây ngực: 16–18; Số vảy đường bên: 46–51.

## Sinh học
Thức ăn của cá mú chấm nâu là các loài cá nhỏ và động vật giáp xác.
Ở Biển Đỏ, cá mú chấm nâu sống cùng nhau với số lượng cá thể mỗi nhóm khoảng 12 trở lại đã được quan sát, đứng đầu đàn là một con đực. Mỗi nhóm chiếm giữ một lãnh thổ có thể lên đến 2.000 m2, trong mỗi lãnh thổ như vậy lại chia thành nhiều vùng nhỏ hơn dành cho những con cá cái trong hậu cung.
Cá mú chấm nâu có thể sống được đến 39 năm tuổi.
Cá mú chấm nâu là loài gây ra nhiều vụ ngộ độc ciguatera ở khu vực Thái Bình Dương.